# Hầu tước xứ Milford Haven

Huy hiệu của Hầu tước xứ Milford Haven

Hầu tước xứ Milford Haven (tiếng Anh: Marquess of Milford Haven) là một tước hiệu thuộc Đẳng cấp quý tộc Vương quốc Liên hiệp Anh. Tước hiệu này được tạo ra vào năm 1917 và trao cho Thân vương Louis xứ Battenberg, cựu Đệ nhất Hải quân đại thần, và có quan hệ hôn nhân với Vương thất Anh, người giữ những tình cảm chống Đức trong Thế chiến thứ nhất, ông đã từ bỏ việc sử dụng tên bằng tiếng Đức của mình và họ Battenberg chuyển sang tiếng Anh là Mountbatten. Ông đồng thời được phong làm Bá tước xứ Medina và Tử tước xứ Alderney, cũng thuộc Đẳng cấp quý tộc Vương quốc Liên hiệp Anh. Tước hiệu này vinh danh thị trấn đóng tàu và cảng biển Xứ Wales Milford Haven.

## Các thành viên trong gia đình
- Louis Mountbatten, Bá tước Mountbatten thứ nhất của Miến Điện (1900–1979), là con trai thứ hai của Hầu tước Milford Haven thứ nhất.
- Alexander Albert Mountbatten, Hầu tước thứ nhất xứ Carisbrooke (1886–1960), là cháu trai của Hầu tước Milford Haven thứ nhất.
- Thân vương Philip, Công tước xứ Edinburgh (1921-2021) là cháu trai của Hầu tước Milford Haven thứ nhất, và thông qua Philip, thế hệ trẻ của Vương thất Anh là họ hàng của Hầu tước thứ nhất.